# Lofi Girl
Lofi Girl (trước đây là ChilledCow) là một kênh YouTube và hãng âm nhạc của Pháp được thành lập vào năm 2017. Kênh cung cấp các buổi phát trực tiếp nhạc hip hop lo-fi 24/7, kèm theo hoạt ảnh kiểu Nhật về một cô gái đang học tập hoặc thư giãn.

## Lịch sử
Kênh YouTube "ChilledCow" được tạo bởi Dimitri vào ngày 18 tháng 3 năm 2015. ChilledCow bắt đầu phát trực tuyến nhạc hip hop lo-fi, xây dựng thương hiệu là nhạc thư giãn cho những người đang làm việc hoặc học tập vào ngày 25 tháng 2 năm 2017. Sự kiện trực tiếp đã bị YouTube gỡ xuống từ tháng 7 đến tháng 8 năm 2017 vì sử dụng cảnh quay của nhân vật Tsukishima Shizuku đang học trong bộ phim hoạt hình Lời thì thầm của trái tim (1995). Buổi phát trực tiếp sau đó đã được khôi phục với hoạt ảnh tự làm với cảnh một cô gái đang học.
Nhạc được sử dụng trong các luồng trực tiếp của ChilledCow đã được phát hành thông qua nhãn ChilledCow hoặc đã được một nghệ sĩ khác cho phép sử dụng. Vào tháng 2 năm 2020, YouTube đã nhanh chóng xóa kênh mà không có lời giải thích nhưng đã khôi phục kênh sau phản ứng dữ dội của công chúng. Luồng trực tiếp ban đầu đã bị dừng do gỡ xuống, tạo một video dài 13.000 giờ, trở thành một trong những video dài nhất trên YouTube.
Vào ngày 18 tháng 3 năm 2021, sáu năm sau khi thành lập kênh, kênh đã thông báo rằng kênh sẽ đổi thương hiệu từ ChilledCow thành Lofi Girl. Các bài đăng trên cộng đồng YouTube đã giải thích cách Lofi Girl trở thành biểu tượng của kênh và nó sẽ phù hợp với tên kênh mới.
Vào ngày 2 tháng 2 năm 2022, kênh đã đạt mốc mười triệu người đăng ký. Luồng được bật vào thời điểm đó đã chạy từ ngày 22 tháng 2 năm 2020 và đã có hơn bảy triệu lượt thích. Kênh đã kỷ niệm điều này bằng cách tổ chức một sự kiện tiệc tùng trong cuộc trò chuyện.
Vào ngày 10 tháng 7 năm 2022, YouTube đã gỡ bỏ hai trong số các luồng của kênh ("beats to relax/study to" và "beats to relax/sleep to") sau khi nhận được yêu cầu gỡ xuống theo Đạo luật bản quyền thiên niên kỷ kỹ thuật số từ hãng thu âm Malaysia FMC Music Sdn Bhd. Hai luồng cộng lại đã có gần 800 triệu lượt xem và đã phát liên tục trong khoảng 21.000 giờ. YouTube sau đó đã xác nhận rằng các khiếu nại vi phạm bản quyền là "lạm dụng" và kênh của người yêu cầu bồi thường đã bị chấm dứt. Lofi Girl tiếp tục phát trực tuyến vào ngày 12 tháng 7. Theo phát ngôn viên của FMC Music, các khiếu nại về bản quyền đã được đệ trình bởi những tin tặc đã giành được quyền truy cập vào tài khoản YouTube của công ty. Sau vụ việc, Lofi Girl chỉ trích YouTube vì đã không điều tra các khiếu nại kỹ lưỡng hơn và không tạo cơ hội cho người sáng tạo nội dung khiếu nại các tuyên bố sai sự thật.

## Nhân vật

Cô bé Lofi đang học bài vào mùa đông. Bối cảnh tại tầng 16, số 16 bến cảng Bondy, thành phố Lyon, nước Pháp

Các luồng Lofi Girl đi kèm với hình ảnh động về một cô gái đang học hoặc đang thư giãn, người được biết đến với cái tên Lofi Girl, Lofi Study Girl, hoặc cô gái "24/7 lofi hip hop beats" (tên chính thức là Jade). Kênh bắt đầu sử dụng Lofi Girl cho các luồng của mình vào tháng 3 năm 2018.
Dimitri ban đầu sử dụng nhân vật Tsukishima Shizuku trong bộ phim Lời thì thầm của trái tim (1995) của Studio Ghibli làm gương mặt đại diện cho kênh, với cảnh cô đang học hoặc viết lách được sử dụng trên các luồng trực tiếp. Khi sự nổi tiếng của các luồng cuối cùng dẫn đến việc kênh bị gỡ xuống vì vi phạm bản quyền, Dimitri quyết định duy trì tính thẩm mỹ của Ghibli nhưng với một nhân vật gốc và đưa ra lời yêu cầu đến các nghệ sĩ.
Một trong những nghệ sĩ đã hưởng ứng là Juan Pablo Machado. Đến từ Colombia, Machado chuyển đến Lyon vào năm 2013 để theo học tại Trường thiết kế Émile-Cohl, sau một thời gian làm việc tại trường nghệ thuật Bogota. Vào tháng 9 năm 2018, trong năm cuối cùng nghiên cứu bằng Thạc sĩ, anh đã quyết định trả lời lời kêu gọi đấu thầu mà trường của anh nhận được. Cuộc đấu thầu từ ChilledCow kêu gọi một "học sinh bận ôn tập cho các lớp học của cô, với hình ảnh tuyệt đẹp của Miyazaki." Machado, người trước đây không quen thuộc với thẩm mỹ lo-fi, đã quyết định gửi các bản phác thảo của mình. Một số tư thế đã được thử nghiệm cho Lofi Girl, bao gồm tư thế nằm, khi kết thúc cô sẽ trở lại vị trí ban đầu; điều này không được chuyển thành sản phẩm cuối cùng vì mất quá nhiều thời gian để tạo hoạt ảnh. Nền ban đầu là màu đen trơn để tiết kiệm thời gian hoạt ảnh, nhưng Machado cuối cùng đã quyết định đặt La Croix-Rousse trong cửa sổ để thay thế.

## Đón nhận
Lượng người xem của Lofi Girl đã tăng lên kể từ khi bắt đầu phát trực tiếp. Fareid El Gafy từ Washington Square News đã ca ngợi luồng trực tiếp về việc học, nói rằng "Nhờ danh sách phát này, tôi đã tạo ra vô số bài luận, các buổi học, kịch bản và các đoạn cắt thô theo giai điệu của các mẫu văn hóa đại chúng, tiếng trống lẫy thầm lặng và các tiếng cào nhân tạo trên đĩa than." Xavier Piedra của Mashable ca ngợi nó vì những bài hát thư giãn giúp người nghe tập trung. Anh cũng lưu ý rằng danh sách phát được cập nhật thường xuyên và thường chứa hỗn hợp các bài hát cũ và mới được thêm vào. Luồng trực tiếp là một trong những luồng trực tiếp đầu tiên được Cassidy Quinn liệt kê trong danh sách "10 kênh trực tiếp không tin tức hàng đầu để xem trên YouTube trong khi giãn cách xã hội" của KGW. Quinn đã mô tả các bài hát trong luồng trực tiếp là "một dòng nhạc trầm bổng liên tục mà bạn phát trong nền khi hoàn thành công việc, làm việc nhà, bất cứ điều gì bạn đang làm ở nhà ngay bây giờ". Danh sách phát hip-hop lofi của ChilledCow cũng được Red Bull đặt tên là danh sách phát beat lo-fi hay nhất. Vào năm 2021, The A.V. Club tuyên bố rằng nhịp điệu lo-fi để thư giãn và học tập "biến một người bình thường trở thành một học giả siêu phàm, người có khả năng tập trung, chỉ các cô gái hoạt hình đeo tai nghe ngồi trên bàn học trong những ngày mưa mới có thể sánh bằng," trong khi Rolling Stone nói rằng "Những nhịp điệu chậm rãi, mượt mà của Lo-fi không chỉ dành cho học tập và làm việc. Chúng thể hiện sự trả thù của những nhà sản xuất đã tìm ra cách để sử dụng tài năng của họ trong những thời điểm khó khăn." Youtooz đã phát hành một bản sao cao một foot của cô gái anime lo-fi, hoàn chỉnh với bàn và đồ dùng học tập.

### Trong văn hoá đại chúng
Nhân vật này nhanh chóng được lan truyền rộng rãi và được coi là một meme trên Internet. Cô ấy đã được nhắc đến trong văn hóa đại chúng. Một ví dụ có trong Steven Universe Future, nơi nhân vật Connie được mô tả đang học trong tư thế và môi trường giống như Cô gái. Will Smith cũng đã xuất bản phiên bản của riêng mình, thay thế cô gái học bằng hình ảnh Smith mặc áo hoodie Bel-Air.
Trong đại dịch COVID-19, cây bút Sophia Atkinson của Dazed Digital đã gọi Lofi Girl như một "hình mẫu giãn cách xã hội", có vẻ như "rõ ràng là cô gái anime luôn hoạt động trong một thực tại hậu virus corona."
Để quảng cáo cho việc phát hành bản mở rộng mới Shadowlands, tài khoản YouTube chính thức cho MMORPG World of Warcraft đã đăng một đoạn chế theo chủ đề Warcraft về luồng 'điệu nhạc lofi để thư giãn/học tập' của Lofi Girl.
Năm 2022, Disney phát hành một album tổng hợp các bản phối lại lofi cho các bài hát cổ điển của Disney. Album được quảng cáo là do Minnie Mouse biên soạn, và các nhà phê bình đã chỉ ra những ảnh hưởng rõ ràng từ Lofi Girl.